# جيري ويلسون (لاعب كرة قدم أمريكية)
جيري ويلسون (بالإنجليزية: Jerry Wilson)‏ هو لاعب كرة قدم أمريكية أمريكي، ولد في 9 ديسمبر 1936 في برمنغهام في الولايات المتحدة، وتوفي في 5 مارس 2015.

## وصلات خارجية
- جيري ويلسون على موقع مرجع كرة القدم المحترفة.كوم (الإنجليزية)
- جيري ويلسون على موقع JustSportsStats.com (الإنجليزية)